# Спінер

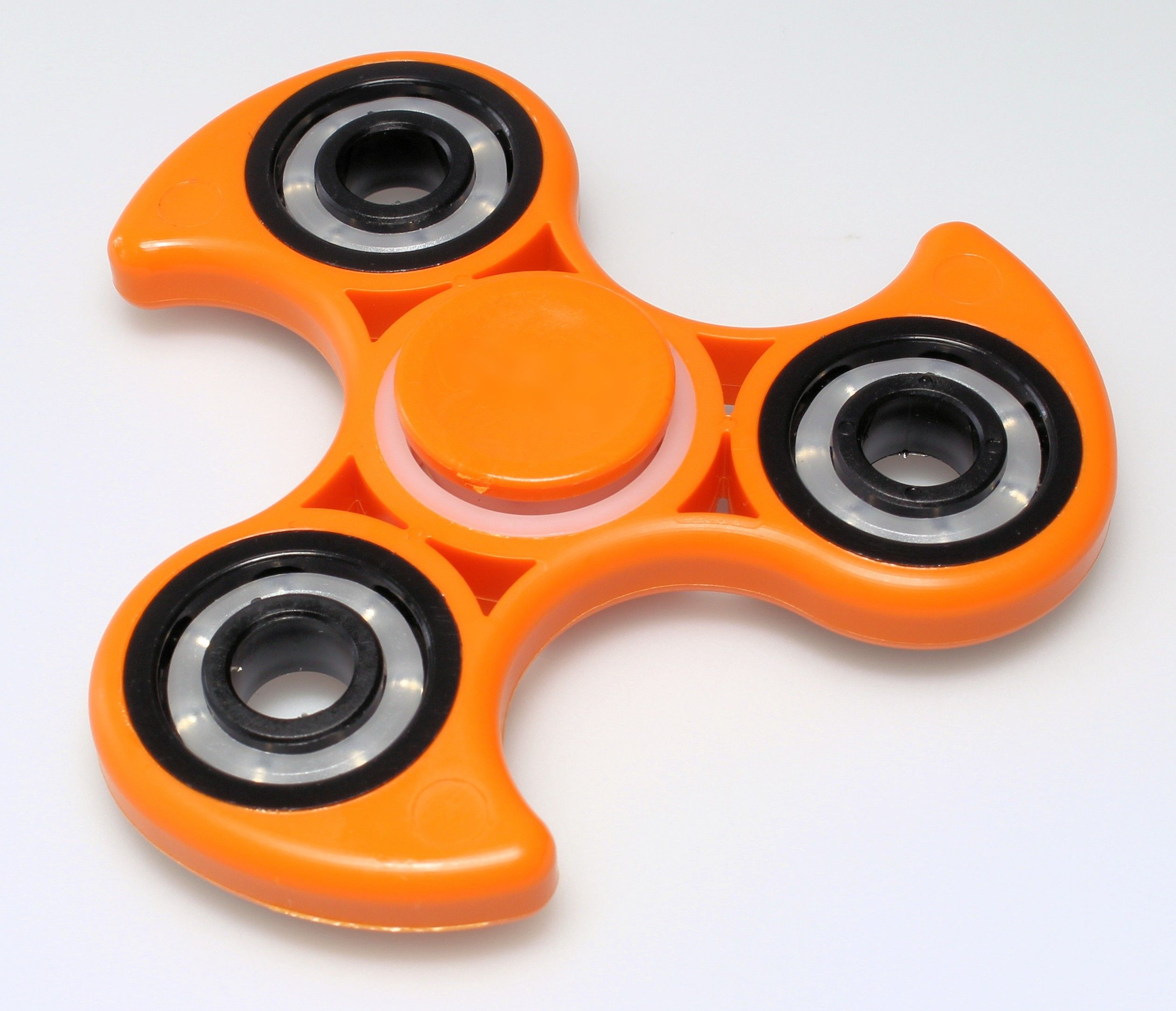
Типовий спінер з трьома пелюстками

Спі́нер або фі́джет-спі́нер, крути́лка для рук, верту́н/верту́ха  (англ. fidget spinner,  hand spinner) — антистресова іграшка. У центрі спінера — підшипник з металу або кераміки, по боках розташовані кілька лопатей/крил або обважнювачів. Іграшка виготовляється з різних матеріалів, таких як латунь, нержавіюча сталь, титан, мідь і пластик. Матеріал і дизайн підшипників впливає на час обертання, тип вібрацій і шуму, створюючи унікальний сенсорний зворотний зв'язок.
Спінер рекламується як засіб допомоги людям, які мають проблеми з концентрацією уваги або відчувають неспокій (наприклад, РДУГ, аутизм або тривожний розлад), виступаючи в ролі спускового механізму для нервової енергії або стресу. Експерти розділилися в оцінках користі спінера для здоров'я: деякі вважають, що він може допомогти в цих випадках, інші заперечують цю можливість і вважають, що іграшка швидше відволікає, ніж допомагає сконцентруватися.
Хоча спінер часто подається як іграшка з користю для здоров'я, він став популярний серед школярів, які виконують із ним різні трюки. У результаті спінери заборонили в декількох школах США на підставі того, що іграшки відволікають дітей від навчання, але в окремих школах їх використовують обмежено, щоб допомогти учням сконцентруватися.

## Історія

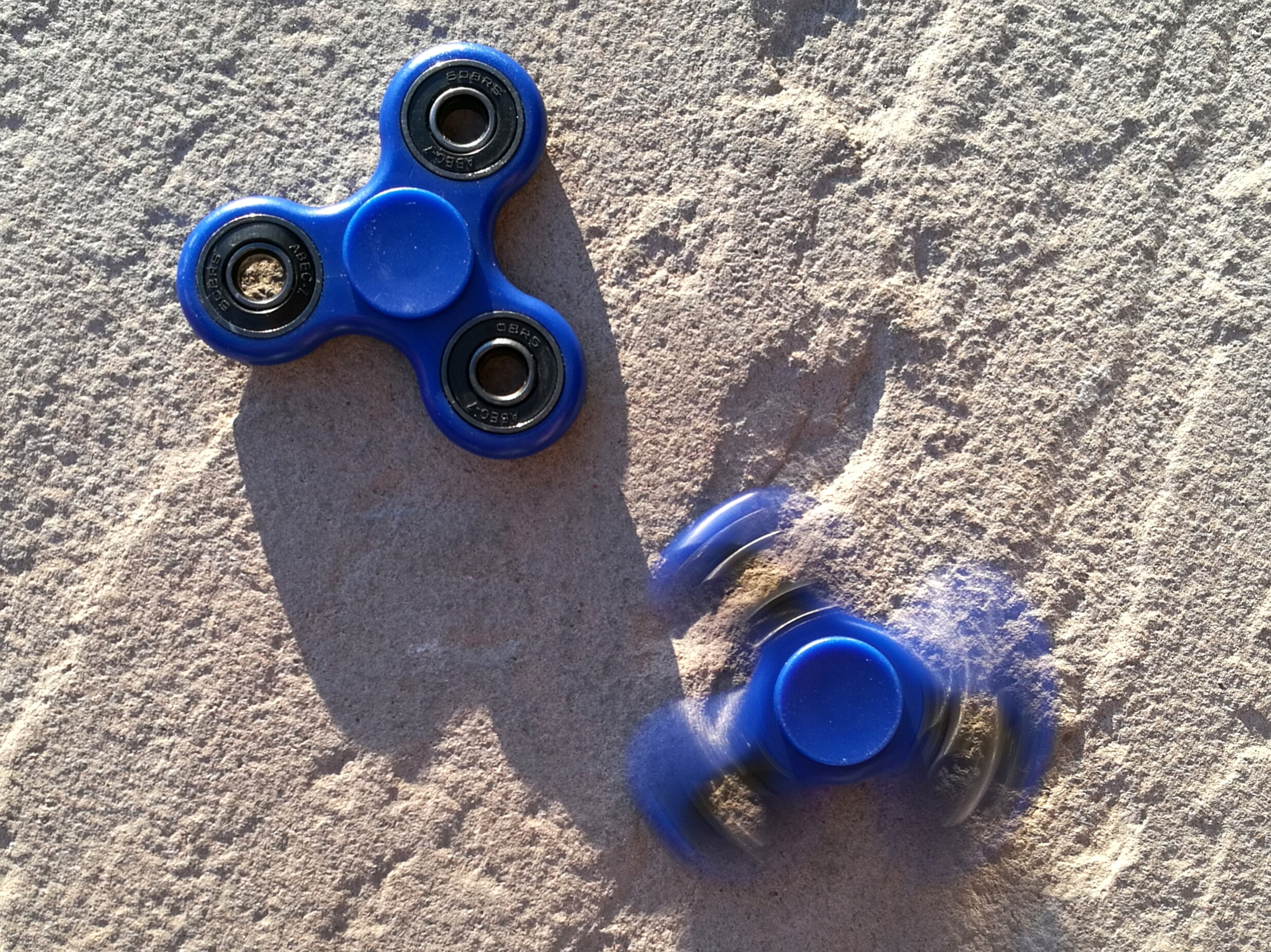
Спінер: нерухомий і розкручений

Спочатку в ЗМІ, таких як The Guardian, The New York Times, New York Post, створення спінера приписувалося Кетрін Геттінгер, інженерові-хіміку за освітою. В інтерв'ю The New York Times вона сказала, що ідея для іграшки прийшла їй після того, як вона побачила в Ізраїлі арабських хлопчиків, що кидають камені в поліцейських. У відповідь на це їй захотілося створити заспокійливу іграшку, яка змогла б допомогти дітям вивільнити накопичену енергію і «сприяти миру». Однак в інтерв'ю The Guardian вона виклала іншу версію, про те, що створила іграшку для своєї дочки, яка страждала на міастенію Ерба-Гольдфлама (автоімунне захворювання, яке викликає синдром патологічної м'язової стомлюваності). Кетрін не могла грати з донькою, тому своїми руками зробила для неї іграшку з газети і липкої стрічки. Іграшка потім набула деякої популярності, і Кетрін почала її виготовляти вдома і продавати на мистецьких ярмарках у Флориді. 28 травня 1993 року Геттінгер подала патент на «круглу іграшку», пристрій круглої форми з м'якого пластику, з розширенням (англ. dome) у центрі для утримання пальцями, і з ободом (англ. skirt). Вона розіслала прототип виробникам іграшок, проте не мала успіху; так, наприклад, компанія Hasbro після аналізу ринку відмовилася від угоди. Зрештою термін дії на патент Геттінгер закінчився 2005 року, а у випадку продовження він би закінчився аж 2014 року.

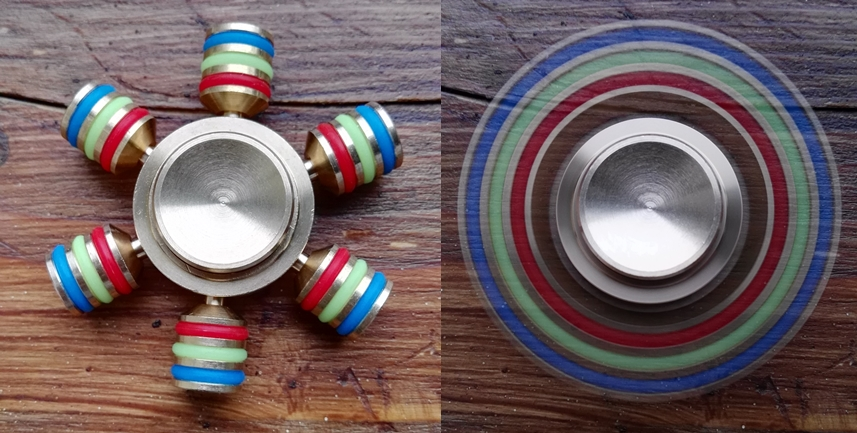
Шестилопатевий різнокольоровий спінер, обертаючись, утворює візерунок

У статті видання Bloomberg News оскаржується авторство Геттінгер. Автори статті наводять висновок двох патентних юристів, які знайшли мало подібності між нинішніми фіджет-спінерами й іграшкою, запатентованою Геттінгер. Сама Геттінгер це визнає й не намагається довести своє авторство. Bloomberg News наводить її слова: «Просто скажімо, що мені приписують створення іграшки. Ви знаєте, „Вікіпедія приписує“ або ще хтось».
Крім Геттінгер, подібну іграшку створив Скотт МакКоскері. В інтерв'ю NPR 4 травня 2017 року він розповів, що 2014 року винайшов обертовий пристрій із металу, який допомагав би йому впоратися з хвилюванням на зустрічах і телефонних конференціях з інформаційних технологій. Потім від онлайн-спільноти до нього почали надходити замовлення на виготовлення пристрою, який він назвав Torqbar, і він почав продавати його. Незабаром після цього інші люди теж почали створювати і продавати свої версії пристрою. 2016 року він зі своїм другом подав спільну заявку на патент.
Наразі патентний статус спінерів неясний.
У травні 2017 року попит на спінери був настільки великим, що кілька фабрик у Китаї, які займалися виробництвом стільникових телефонів і аксесуарів для них, перейшли на виробництво спінерів.
Випущений 16 травня видавцем відеоігор  Ketchapp додаток, присвячений спінерові, за перші два тижні досяг 7 мільйонів скачувань.

## Зростання популярності
23 грудня 2016 року Джеймс Плафк з Forbes опублікував статтю, в якій назвав спінер «обов'язковою офісною іграшкою в 2017 році». В кінці березня користувачі соціальних медіа, таких як YouTube і Reddit, почали завантажувати відео, в яких вони обговорювали і виконували трюки з спінерами. The Boston Globe повідомила, що спінери «увійшли в мейнстрім», а пов'язана з ними антистресова іграшка Fidget Cube також стає популярною. Повідомлялося, що кілька продавців на Etsy створювали і продавали спінер зі своїм власним дизайном.
За даними журналу Money, популярність спінерів стала значно зростати в квітні 2017 року, в цьому ж місяці різко зросла кількість запитів до Google по фразі «fidget spinner». До 4 травня на Amazon різні моделі спінерів зайняли всі місця у списку 20 найпродаваніших іграшок. Багато публікації сходяться на думці, що популярність на спінери швидко зійде нанівець; деякі журналісти порівнювали їх популярність із зростанням захоплення на підкидання пляшечки в 2016 році. 27 квітня 2017 року газета «New York Post» написала, що «так звані фіджет-спінери, нескладні та недорогі іграшки для зняття стресу, — це швидкоплинне захоплення, яке охопило всю країну, і магазини не можуть впоратися з попитом на них».

### У школах (США)

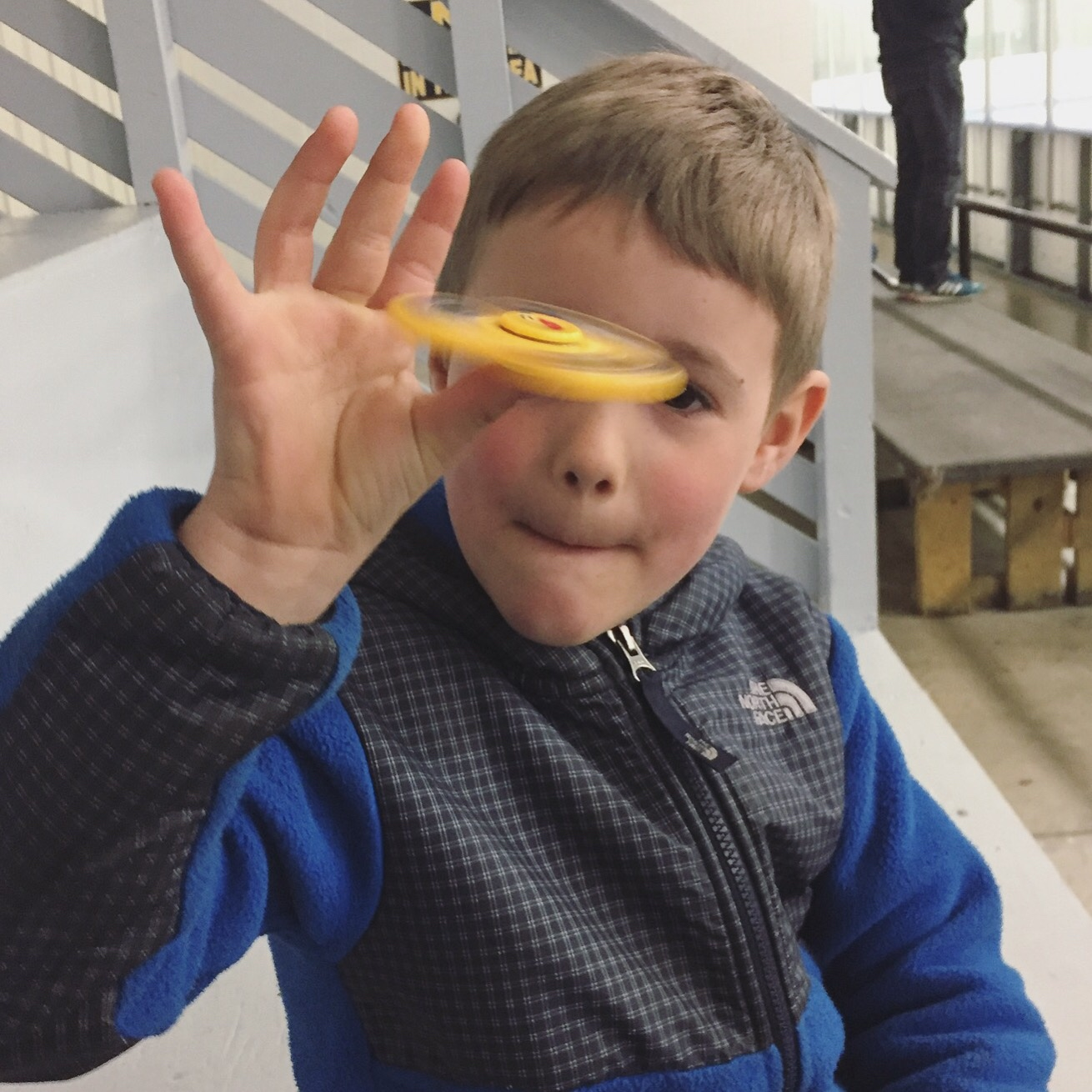
Школяр зі спінером

Швидке зростання популярності спінерів у 2017 році (у поєднанні з рекламованою користю для хворих на РДУГ і аутизм) призвело до того, що багато дітей і підлітків почали використовувати його в школах. Школи повідомляли, що діти також обмінюються і продають спінери. Boston Globe наводить слова викладача шостого класу з Нью-Хемпшира: «коли ми повернулися з різдвяних канікул, спінер був всього у пари дітей, потім він з'явився ще в кількох, а потім вони, безсумнівно, увійшли в моду». У деяких випадках повідомлялося, що спінери допомагали дітям у школі зосередитися. Говорячи про антистресові пристрої в цілому, Chicago Tribune пише: «в даний час часто можна побачити, як діти використовують яку-небудь антистресову або інший пристрій, який допомагає їм заспокоїтися і зосередитися».
В результаті постійного використання спінерів школярами багато шкільних округів США заборонили іграшку. Найбільш часта причина заборон, про яку повідомляють вчителі, це те, що спінери відволікають учнів від навчання. Тейлор-Клаус заявив: «діти часто не знають, як правильно використовувати антистресові пристрої, і вони перемикають на них всю увагу, замість того, щоб тримати їх на задньому плані», до цього він додав, що «спінери візуально відволікають, вони можуть створювати шум, тому це не ідеальний пристрій для класної кімнати. Але забороняти їх у школах це, ймовірно, все одно, що виплеснути дитину разом з водою». Іллінойський шкільний округ Plainfield District 202 обговорював можливу заборону на спінери; помічник начальника округу по обслуговуванню учнів, Міна Гріффіт, заявила: «У нас є учні, які використовують спінер як засіб акомодації. Цих учнів навчили як правильно їх використовувати. Але для деяких дітей вони стають відволікаючим чинником. Для учнів, які не мають інвалідності, це всього лише іграшка, яка ніколи не була дозволена».

## В Україні
Станом на червень 2017 року спінери коштували від 50 до 500 грн. Завозяться вертуни переважно з Китаю. Переважають пластикові та металеві, але є навіть з дерева.
Українські виробники спінерів — компанії ЗробивТато та Крутиголовка.

## Трюки з вертунами
Існує багато трюків зі спінерами. Більшість полягає в тому, щоб перекинути спінер, що обертається з однієї руки в іншу.

## Вплив на здоров'я

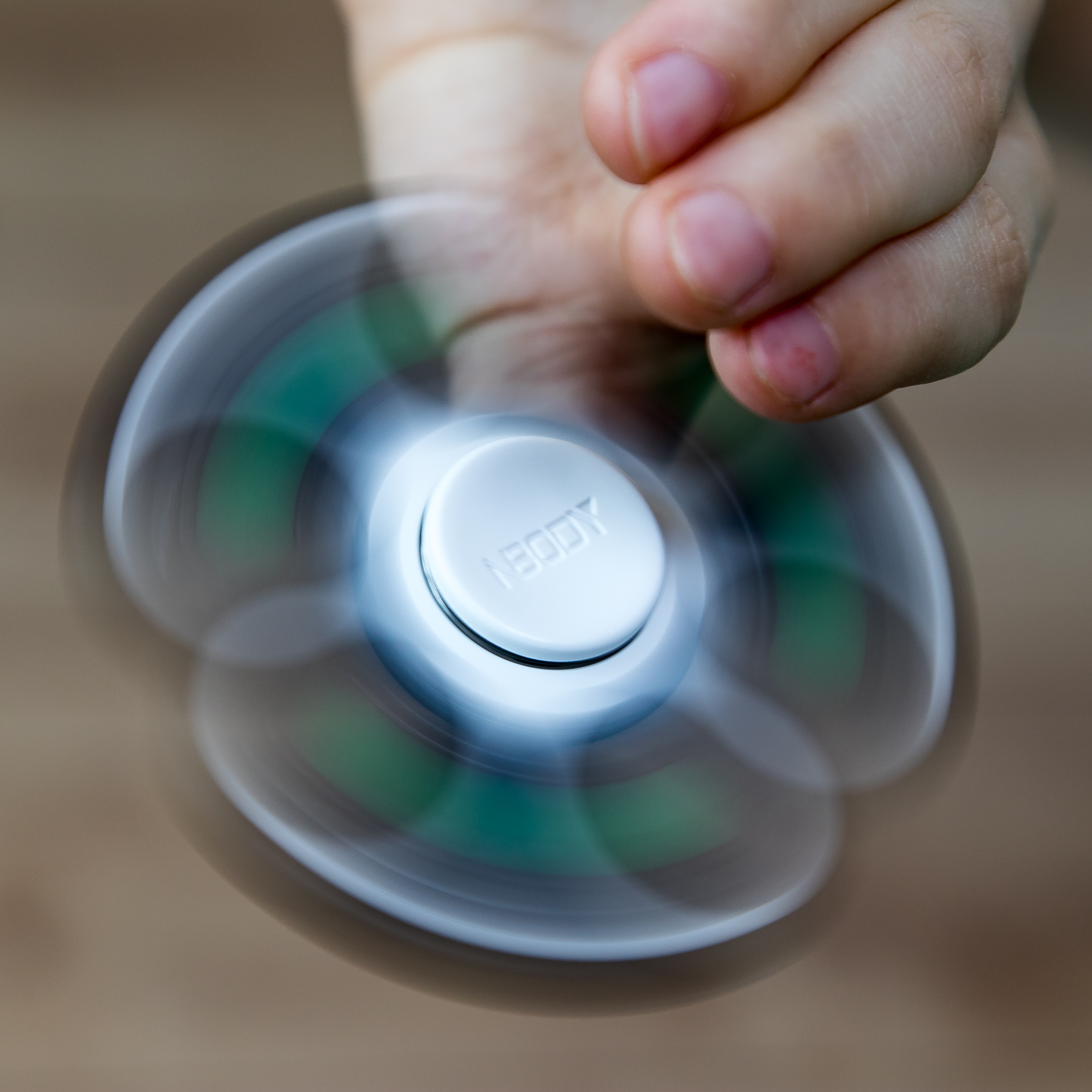
Спінер, що крутиться

На тлі зростання популярності на спінери у 2017 році в багатьох публікаціях обговорювалася їх заявлена користь для людей з РДУГ, аутизмом або тривожним розладом. Як написав журнал Money, спінери «спочатку створювалися і продавалися як засіб для заспокоєння, який можна використовувати для того, щоб залишатися сконцентрованим». Деякі спінери на Amazon, рекламувалися як «антистресові». Хеттінгер розповідала про те, що їй відомо про «викладача для дітей зі спеціальними потребами, який використовував спінер з аутичними дітьми, і що вони дійсно допомагали заспокоїти дітей». Джеймс Плафке з Forbes пояснив: «у кінцевому рахунку, недостатньо досліджень, які б дали розуміння, чи дійсно спінери можуть допомогти людям з точки зору психічного здоров'я». Експерти дотримуються полярних точок зору з цього питання: одні згодні з користю спінерів для людей РДУГ і аутизмом, в той час як інші стверджують, що спінери швидше відволікають, чим допомагають сконцентруватися. Крім того слід зазначити, що для дітей молодшого віку гра зі спінером може бути небезпечною. В США був зафіксован випадок, коли дитина проковтнула деталі іграшки, яка розвалилася від удару.
Повідомляючи про вплив спінерів на людей із РДУГ, CNN навела думку Елейн Тейлор-Клаус, співзасновника ImpactADHD, компанії що допомагає дітям з порушеннями уваги та їх батькам: «для деяких людей [із РДУГ] існує потреба в постійній стимуляції. Спінер допомагає деяким людям — не всім людям — із РДУГ зосередитися на тому, на чому вони хочуть, тому що вони створюють фоновий рух, що задовольняє цю потребу». U.S. News & World Report наводить думку двох лікарів-ерготерапевтів, опитаних  WTOP-FM, Кетрін Росс-Келлера і Стівена Посса. На думку Росс-Келлер, «спінери — відмінні інструменти для дітей, які потребують них, але тільки коли дитина слідує основоположним правилам, встановленим педагогом». Посс дотримується більш критичного погляду: «На мою думку і думку вчителів, з якими я спілкувався, спінери це тільки іграшки … Антистресові пристосування повинні дозволяти фокусувати увагу на вчителя. Спінери візуально відволікають, і я думаю, це їх головний недолік».

## Виготовлення

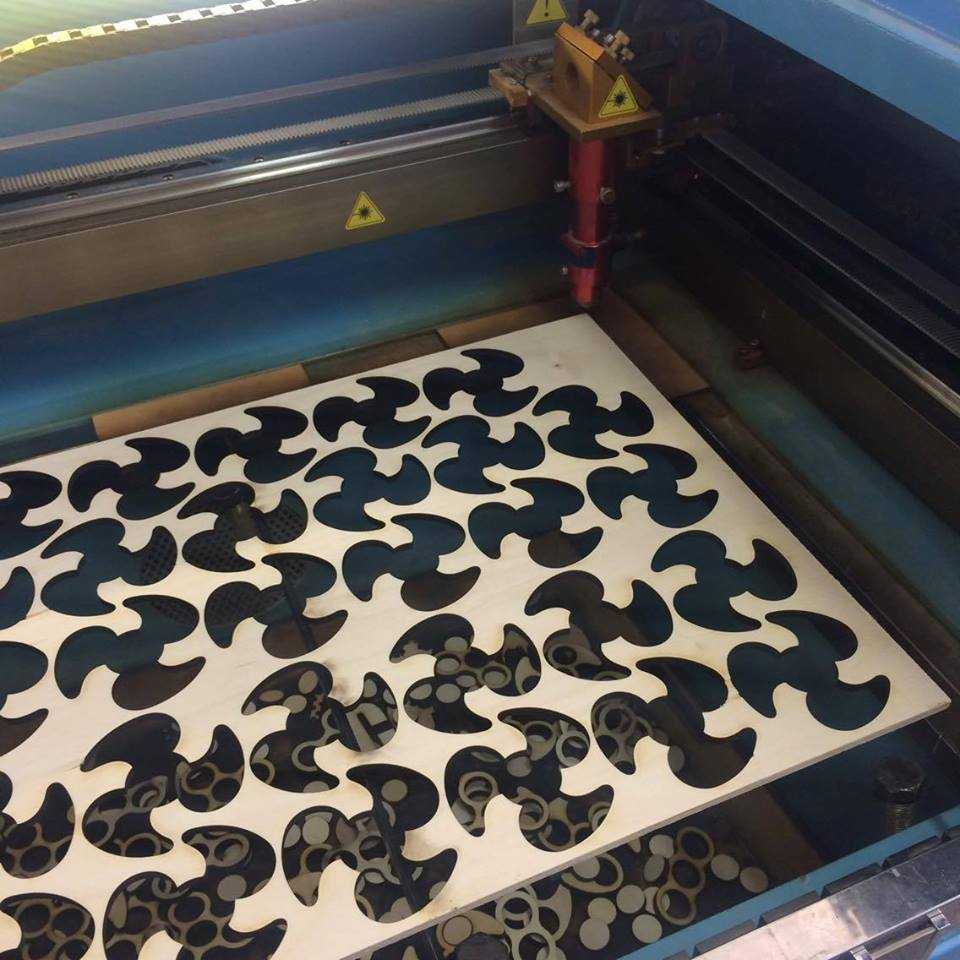
Заготовки спінерів
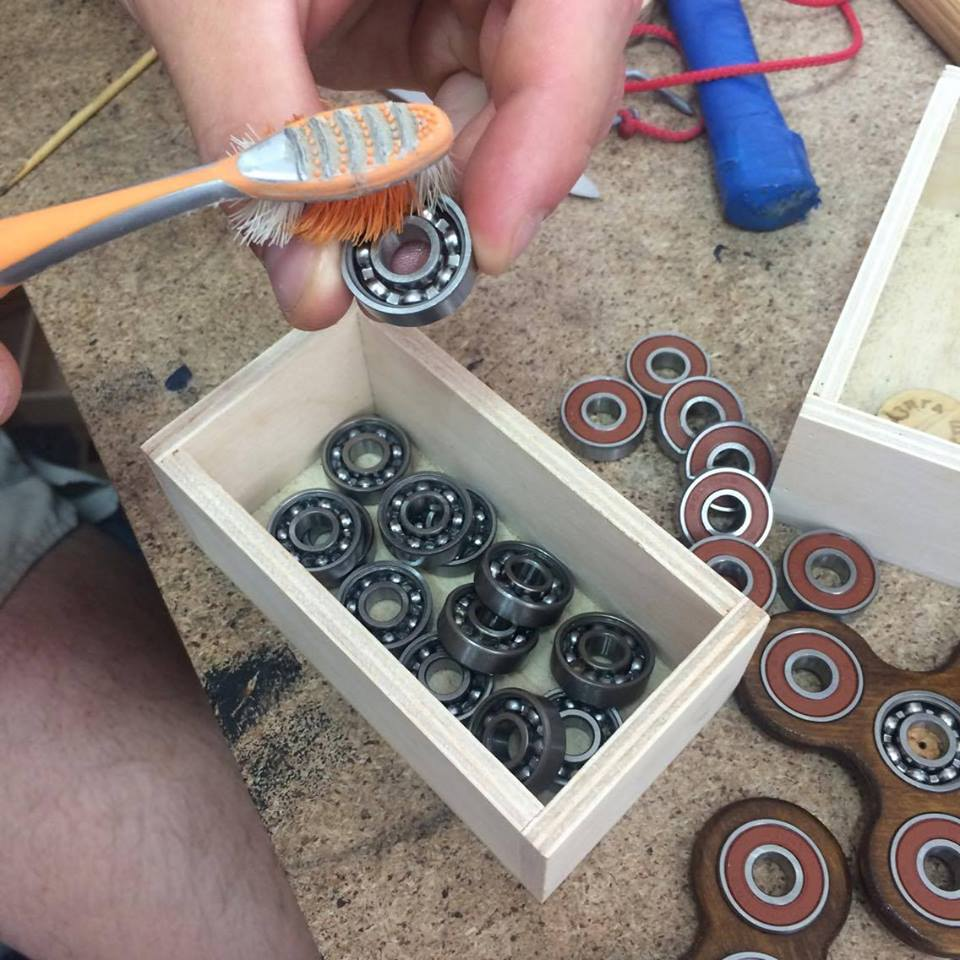
Чистка підшипників
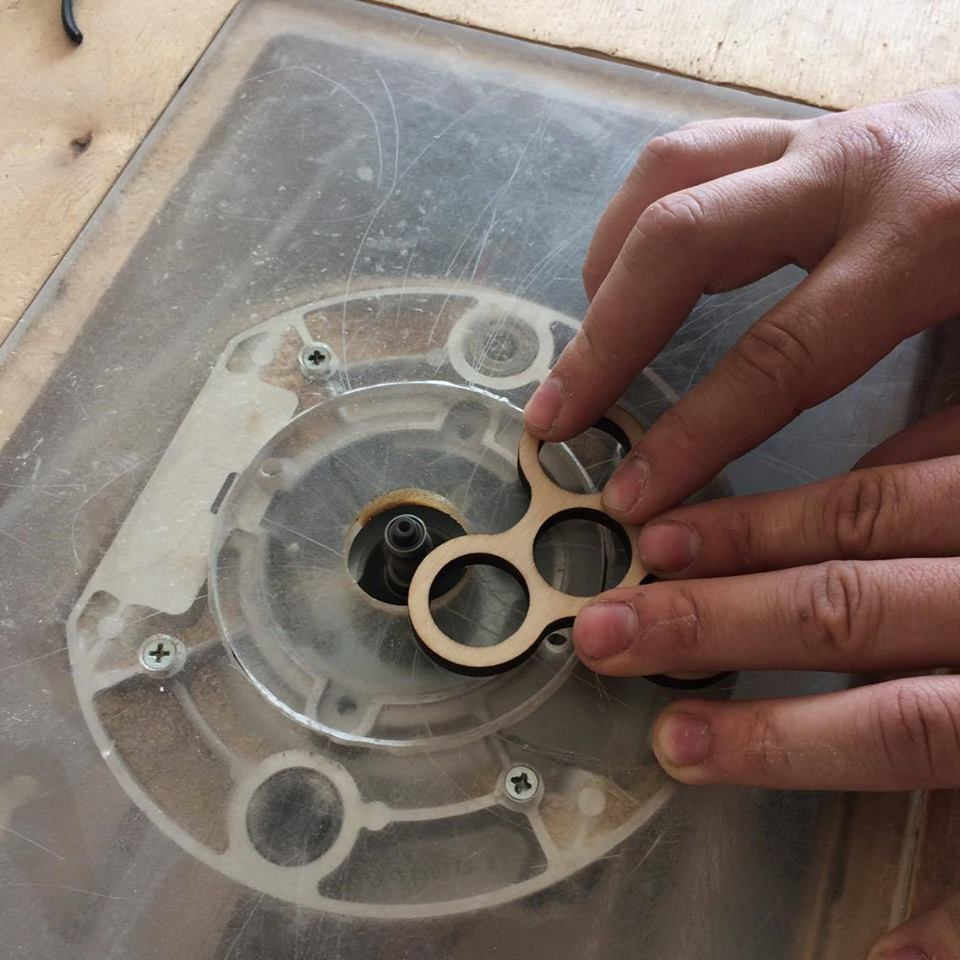
Обкантовування на фрезері
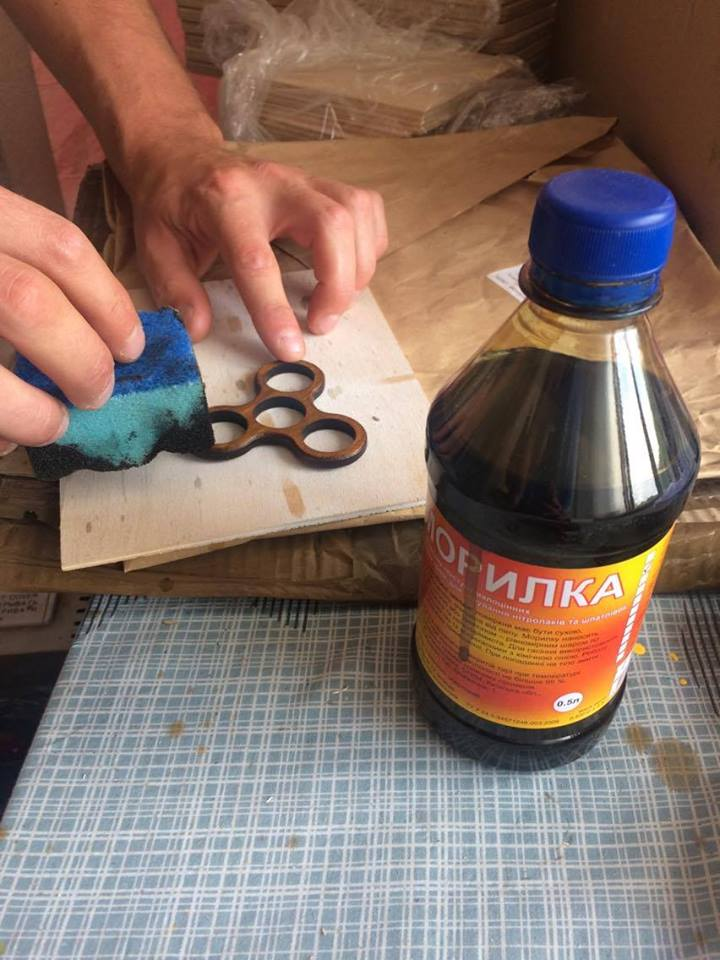
Покриття спінера морилкою
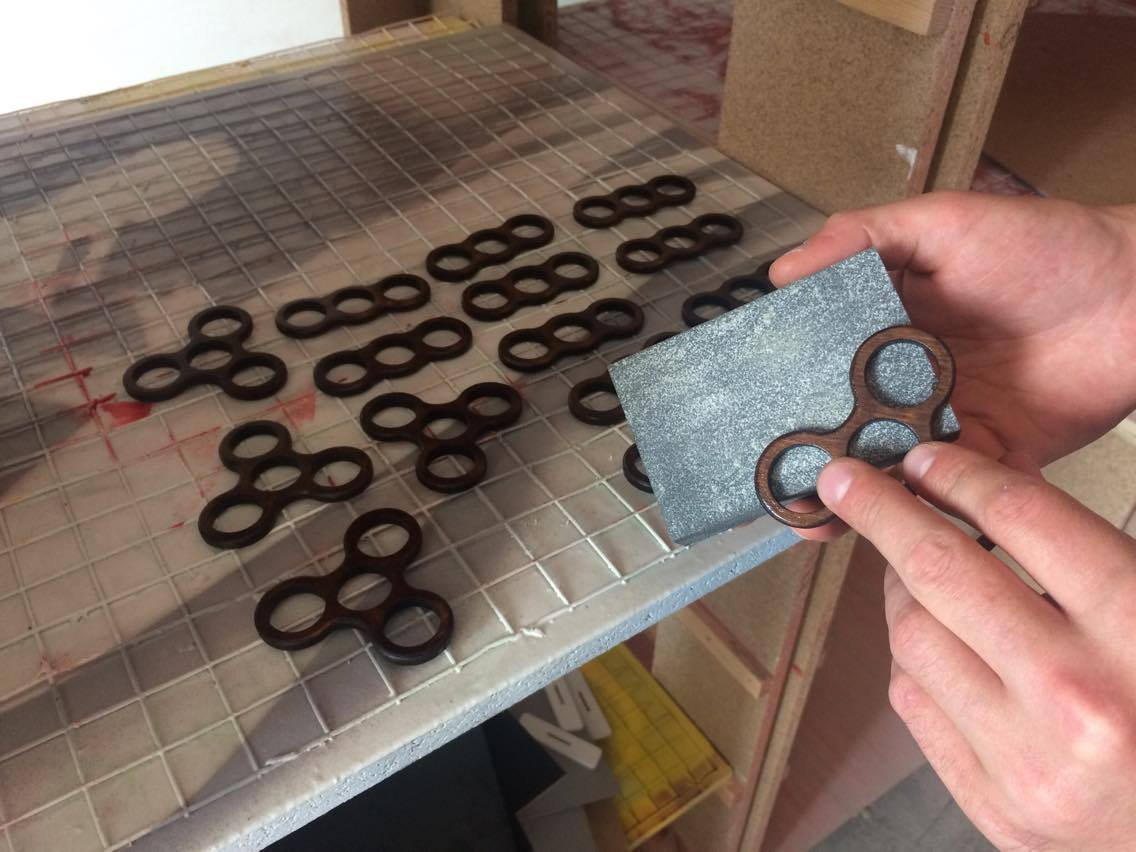
Шліфування
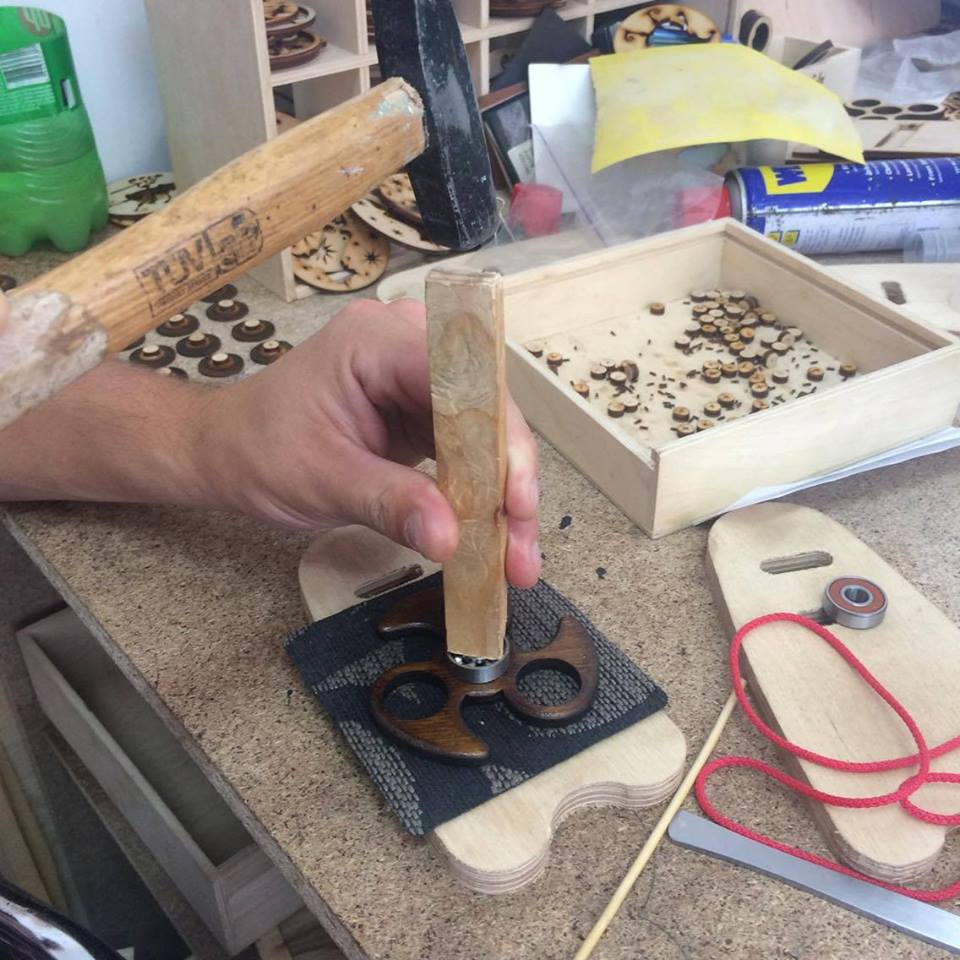
Встановлення центрального підшипника у спінер
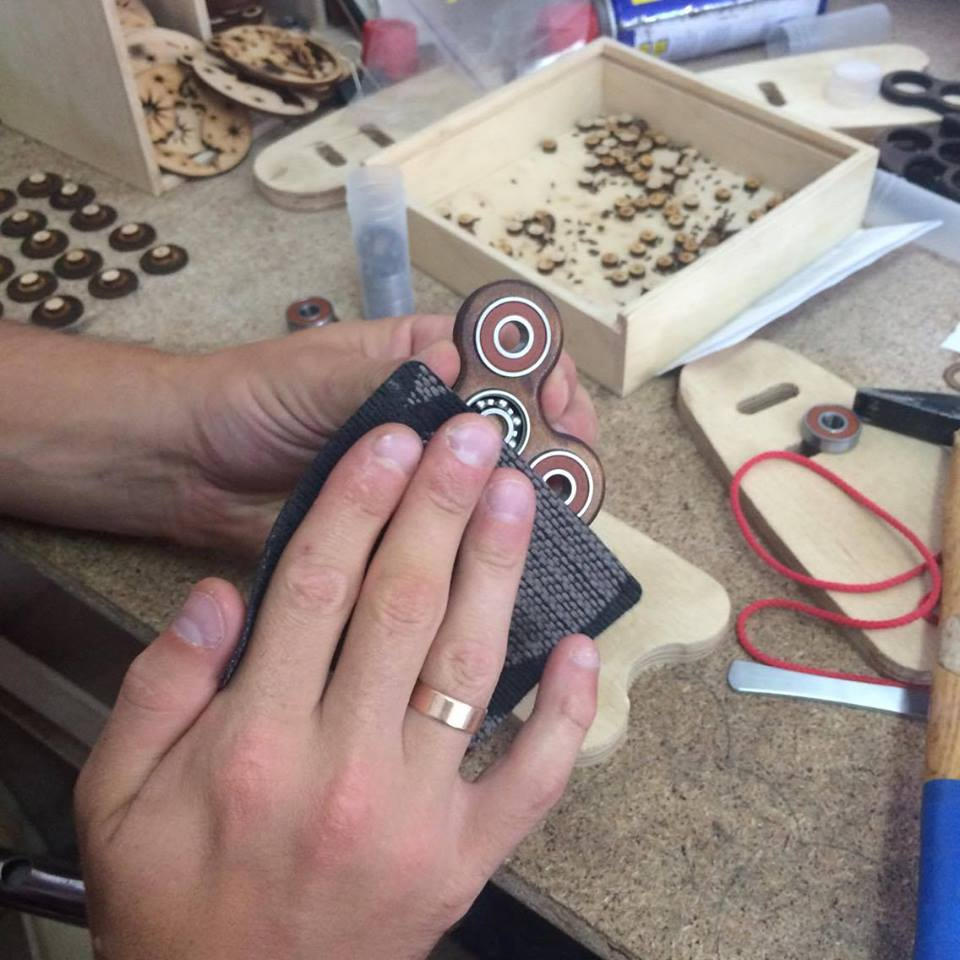
Полірування
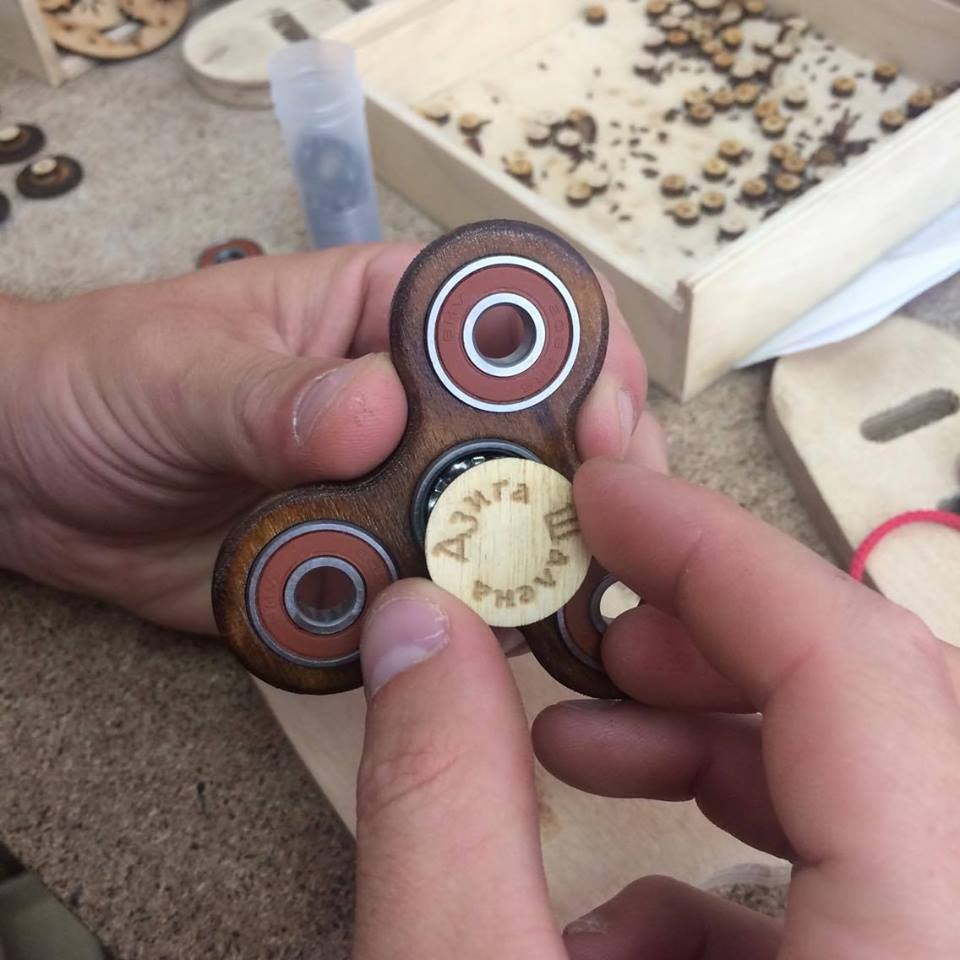
Вставлення дерев'яної заглушки